# Social Affairs Unit
La Social Affairs Unit (SAU) (en español: Unidad de asuntos sociales) es un grupo de expertos de derecha del Reino Unido fundado en 1980, como una rama del Instituto de Asuntos Económicos La SAU publica libros sobre una variedad de temas sociales. Su sitio web señala que: «muchos partidarios de la SAU se inclinan a creer que la generación que luchó en la Segunda Guerra Mundial estaba más interesada en la  ingeniería social que en los objetivos de responsabilidad individual».

## Historia
La Unidad de Asuntos Sociales se estableció en diciembre de 1980 como una rama del Instituto de Asuntos Económicos (IEA), con el fin de llevar las ideas económicas de la IEA al campo de batalla de la sociología. «En pocos años la Unidad de Asuntos Sociales se independizó de la IEA, adquiriendo un local propio». Fundada en 1980 como una organización sin ánimo de lucro, su presidente fundador fue el profesor Julius Gould, y su director fundador, el Dr. Digby Anderson . Anderson a menudo contribuía con artículos destacados en periódicos nacionales del Reino Unido, fue director de 1980 a 2004, cuando se jubiló y le sucedió Michael Mosbacher.

## Portales de internet
La SAU desde 2008 publica Standpoint, una revista de prensa cultural y política mensual, editada por Daniel Johnson, la cual antes patrocinaba varios sitios web como: 
- Direct-action.info, que se convirtió en un archivo de artículos, desde el 10 de abril de 2008.
- Chernobyl Legacy, que contiene trabajos y ensayos anteriores al 12 de enero de 2010.
- Black History Museum que se archivó por última vez el 13 de febrero de 2012.
- Livingissues.com, con archivos anteriores al 7 de julio de 2012.

## Libros
- Oliver Kamm (2005). Anti-totalitarianism: The Left-wing Case for a Neoconservative Foreign Policy. Social Affairs Unit. ISBN 978-1780227955.Oliver Kamm (2005). Anti-totalitarianism: The Left-wing Case for a Neoconservative Foreign Policy. Social Affairs Unit. ISBN 978-1780227955. Oliver Kamm (2005). Anti-totalitarianism: The Left-wing Case for a Neoconservative Foreign Policy. Social Affairs Unit. ISBN 978-1780227955.